# 梁勁生
梁勁生（1996年1月12日—），中國男子田徑運動員。

## 经历
梁劲生出生于广东省茂名市高州市南塘镇旺罗村，自幼随父母移居深圳，就读福田区梅山小学、梅山中学，因短跑出众被保送到有着“田径强校”之称的深圳市福田中学就读。2013年，奪得世界中學生田徑錦標賽男子200米金牌。2015年，被华南理工大学运动训练专业录取，在首届全国青年运动会男子200米比赛中，以20.52秒的成绩打破了此前由谢震业创造的20.77秒的全国青年纪录，因此被选入中国国家田径队，成为苏炳添队友，是男子接力队的主力成员之一，但在随后几年遭遇伤病困扰，状态起伏不定。在2021年4月的十四运会奥运田径测试赛上中的意外受伤，导致腿部肌腱撕裂，让其在两年内无缘参与国际重大赛事。

## 統計
| 成績                    | 風速（m/s） | 反應時間 | 時間          | 地點                   |
| ----------------------- | ----------- | -------- | ------------- | ---------------------- |
| 10.18秒                 | +0.1        |          | 2019年6月30日 | 瑞士拉绍德封           |
| 10.21秒                 | +0.1        |          | 2019年8月2日  | 中国遼寧省瀋陽市渾南區 |
| 10.24秒                 | +0.5        |          | 2019年6月19日 | 瑞士圖恩               |
| 10.28秒                 | -0.3        |          | 2019年8月2日  | 中国遼寧省瀋陽市渾南區 |
| 10.29秒                 | 0.0         |          | 2019年6月19日 | 瑞士圖恩               |
| 10.30秒                 | +0.6        | 0.143秒  | 2021年3月29日 | 中国廣東省深圳市龍崗區 |
| 10.32秒                 | +0.2        |          | 2016年9月14日 | 中国天津市南開區       |
| 10.34秒                 | 0.0         |          | 2018年9月14日 | 中国山西省太原市晉源區 |
| 10.37秒                 | +0.3        |          | 2017年9月3日  | 中国天津市南開區       |
| 10.38秒                 | -0.9        | 0.162秒  | 2021年4月24日 | 中国廣東省肇慶市       |
| 平均約10.290619485387秒 |             |          |               |                        |

## 外部連結
- 梁勁生在的頁面